# Michel Collin
Pour les articles homonymes, voir Collin.
Michel Auguste Marie Collin, né le 13 septembre 1905 à Béchy et mort le 23 juin 1974 à Clémery, est un prêtre français réduit à l'état laïc par l'Église catholique, qui s'est autoproclamé pape sous le nom de Clément XV.

## Biographie
Né à Béchy le 13 septembre 1905, Michel Collin est l'un des douze enfants de Catherine Collin, née Beurton, et de Charles Collin, aubergiste et boucher-charcutier.
Michel Collin aurait eu des apparitions dès son plus jeune âge et, lors de sa première communion, Jésus lui aurait lui-même annoncé : « Michel, tu seras prêtre un jour, puis évêque, puis pape », Dieu le chargeant de sauver l'Église. Ces visions perturbent son premier noviciat, en 1925-1927.
Après des études ecclésiastiques à Metz puis à Lille, il est ordonné prêtre le 9 juillet 1933 par le cardinal Achille Liénart. Il est longtemps sans affectation, la hiérarchie catholique étant préoccupée par sa santé mentale. Il ne devient donc curé qu'au début de la Seconde Guerre mondiale, d'abord à Loubillé (1940), puis à Flirey (1941) et à Romans-sur-Isère (1942). Suspecté de collaboration avec l'occupant nazi, il est arrêté par des FTP en 1944 et interné pendant deux mois au camp de Tronçais, près de Montluçon.
En 1951, il est réduit à l'état laïc par l'Église pour « propagation de doctrines erronées, fausses révélations, révolte ouverte contre le Saint-Siège Romain ».
En 1960, il s'installe à Clémery (en Meurthe-et-Moselle), dans une ferme qu'il nomme plus tard le Petit Vatican.
Après la mort de Jean XXIII, il s'autoproclame pape sous le nom de Clément XV.
Il excommunie lui-même de nombreuses personnes de 1963 à 1974, y compris Paul VI, des évêques, des juristes, les journalistes qui mettent en doute la réalité de son pontificat, et même son contrôleur des impôts car le fisc lui réclame des sommes importantes,.
Il professe des « innovations théologiques » très éloignées de la foi catholique romaine et même de la tradition chrétienne en général, telle la croyance en l'existence des « extra-terrestres » ou en la divinité de la Vierge Marie désignée comme co-rédemptrice.
Atteint d'un cancer de l'œsophage, il meurt en 1974, sans avoir désigné de successeur, mais certains se prévaudront de lui pour revendiquer son héritage en tant que pape, notamment un « Jean-Grégoire XVII » au Canada et ses Apôtres de l'amour infini.

Vues du « Petit Vatican » à Clémery en 2020
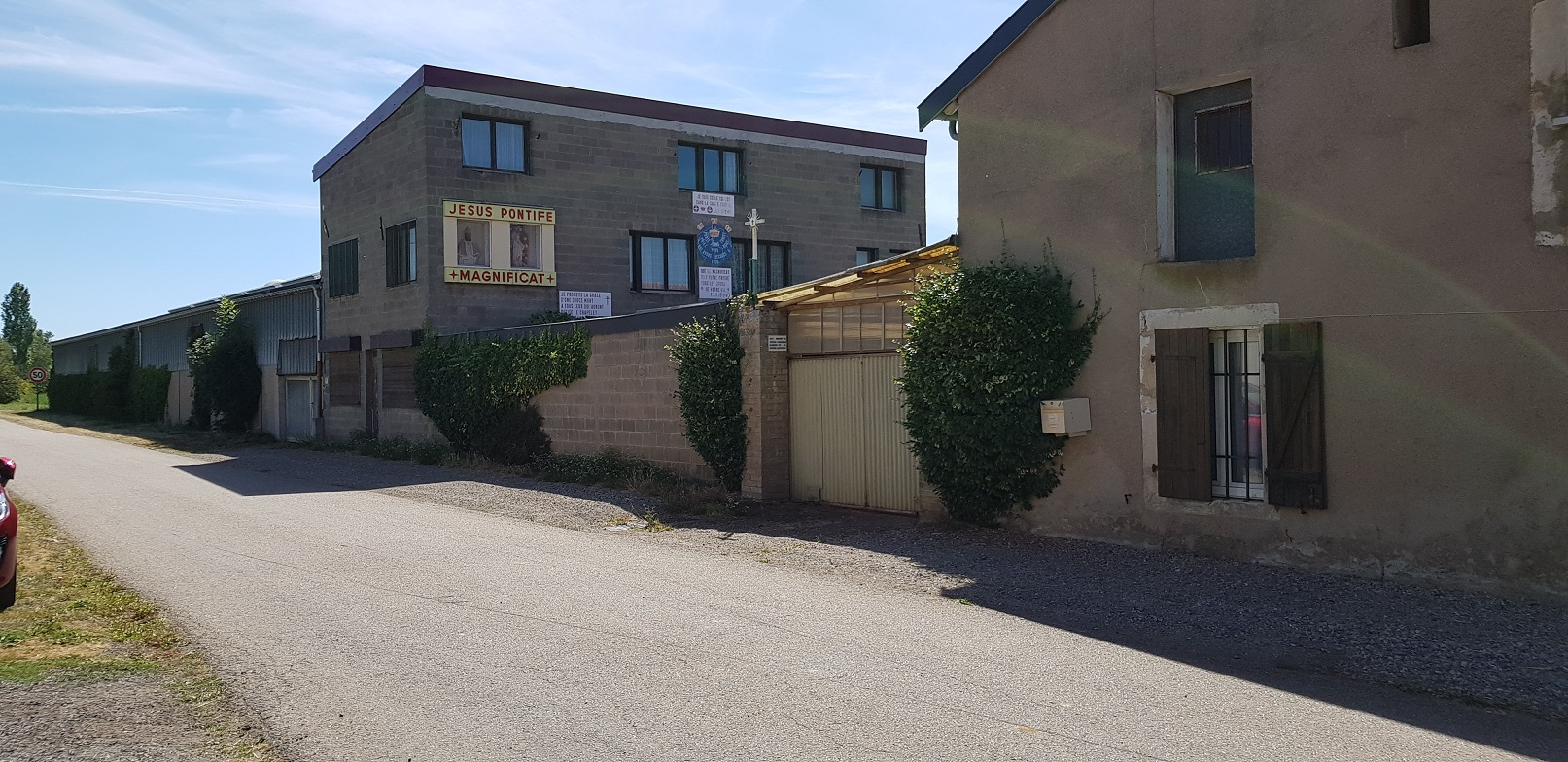
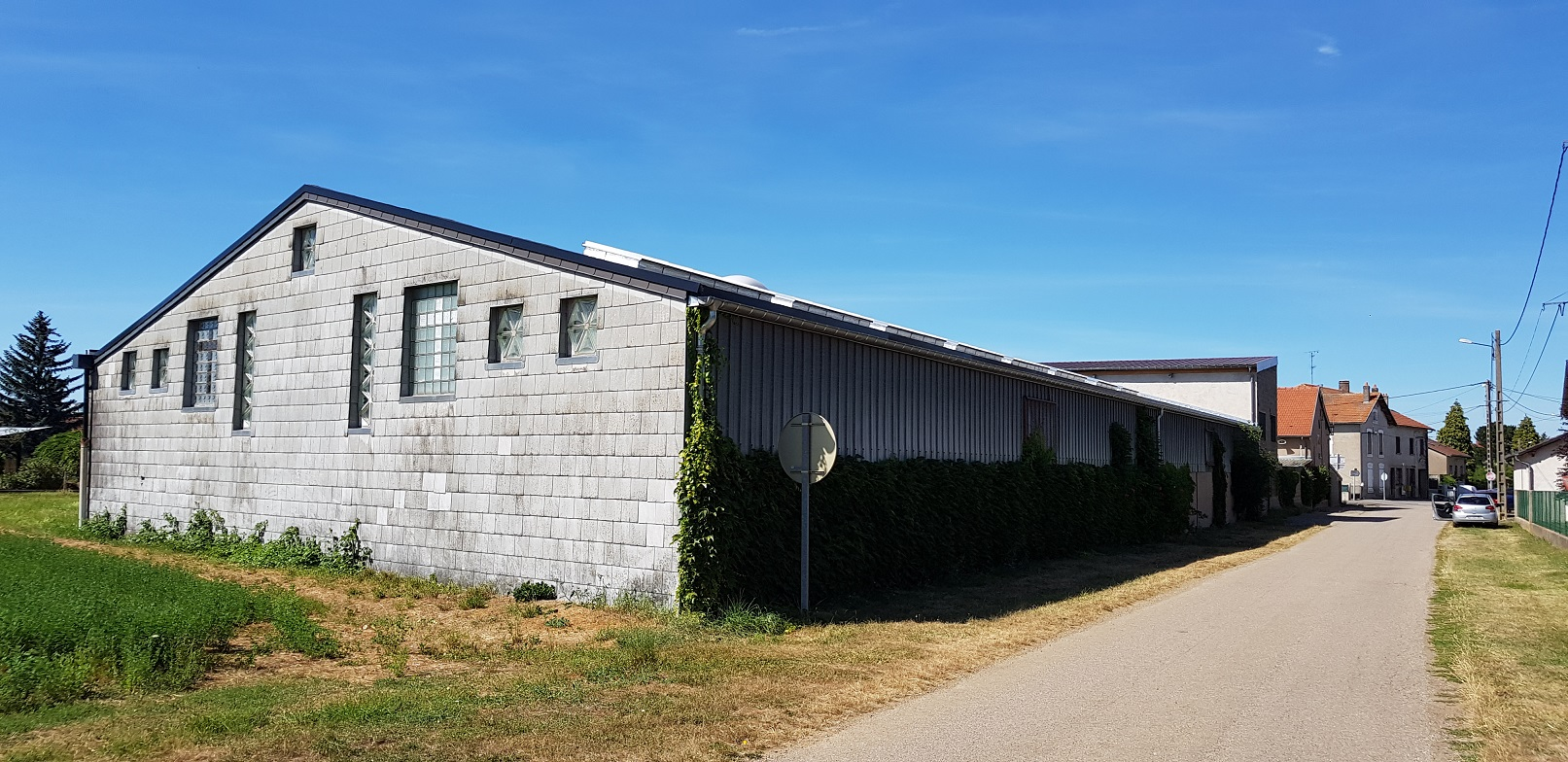
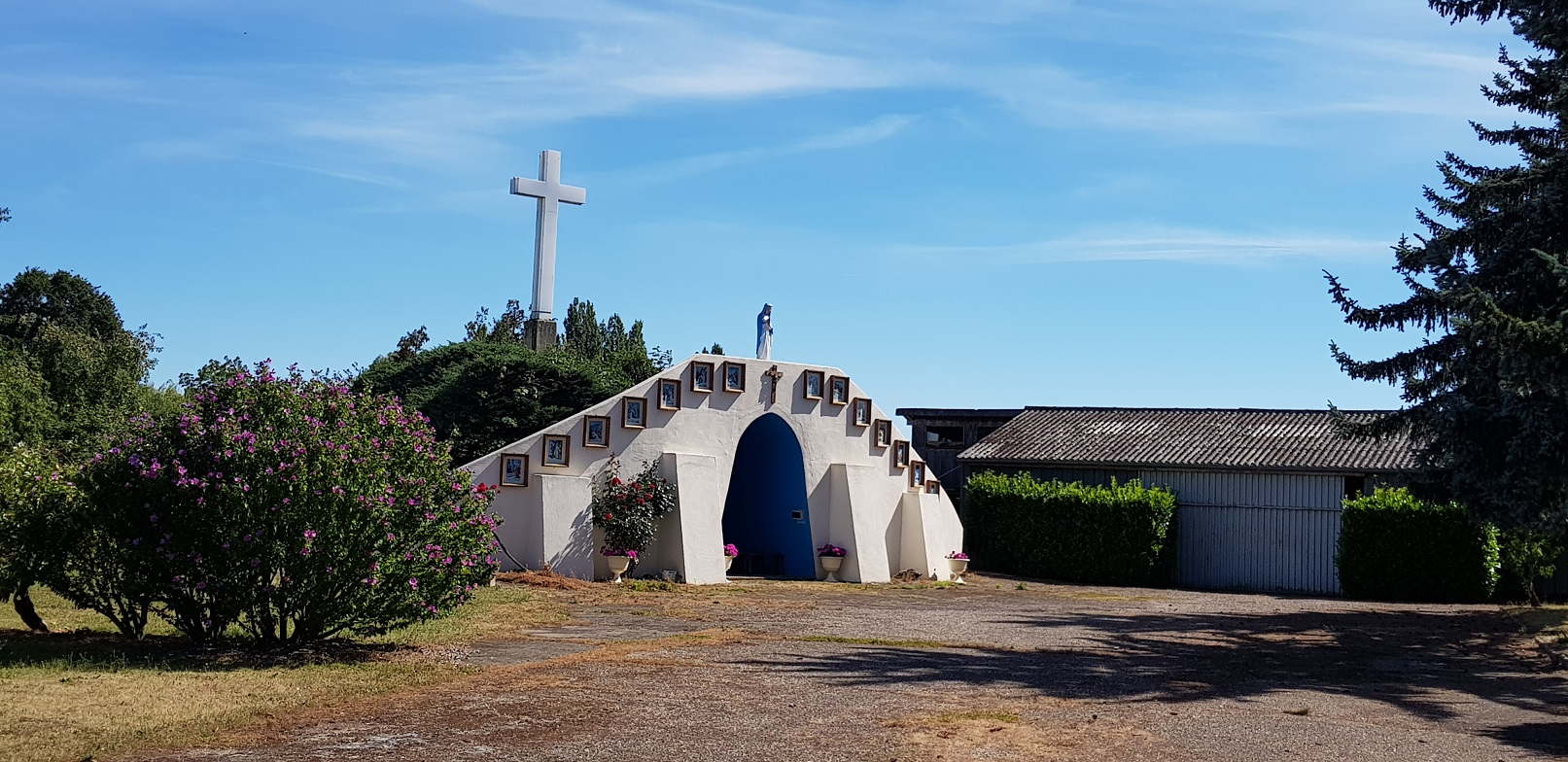

### Banques de données
- Notice dans un dictionnaire ou une encyclopédie généraliste :   - Deutsche Biographie
- Notices d'autorité :   - VIAF
  - ISNI
  - BnF (données)
  - IdRef
  - LCCN
  - GND
  - Pays-Bas
  - WorldCat